# Unidad de Valor Real
La Unidad de Valor Real (UVR) es una unidad de cuenta que refleja el poder adquisitivo de la moneda colombiana, ajustándose exclusivamente a la variación del índice de precios al consumidor (IPC) certificado por el Departamento Administrativo Nacional de Estadística (DANE). Fue establecida por la Ley 546 de 1999 y su valor es determinado por la Junta Directiva del Banco de la República de Colombia.

## Historia
La UVR fue creada como una respuesta a la necesidad de un mecanismo que permitiera actualizar los valores de los créditos de manera que se alinearan con el crecimiento de los ingresos de los hogares colombianos. La Corte Constitucional, a través de la sentencia C-955 de 2000, ratificó que la Junta Directiva del Banco de la República es la responsable de establecer el valor de la UVR.

## Funcionamiento
El valor de la UVR se recalcula periódicamente, y su aplicación es común en créditos hipotecarios y otros tipos de préstamos. Por ejemplo, si una persona toma un crédito de 1.000.000 de pesos en UVR, el monto en UVR se determina dividiendo el monto total entre el valor de la UVR en el momento de la contratación. Posteriormente, el valor del crédito se ajusta mensualmente según la variación del IPC, lo que significa que el monto en pesos del crédito puede aumentar o disminuir en función de la inflación.

## Importancia
La UVR es crucial para proteger tanto a los prestatarios como a las entidades financieras de la erosión del poder adquisitivo causada por la inflación. Al utilizar la UVR, los créditos se mantienen en términos reales, lo que ayuda a estabilizar el sistema financiero y a fomentar la confianza en las transacciones económicas.